# Barbengo
Barbengo  est un quartier de la ville de Lugano (Suisse) et une ancienne commune suisse du canton du Tessin.

## Histoire
Barbengo est une ancienne commune suisse depuis le 1er janvier 2008. Elle est absorbée par Lugano comme Villa Luganese et Carabbia à la même date. Son ancien numéro OFS est le 5147.